# Christelita
La christelita és un mineral de la classe dels sulfats. Anomenada en honor de Christel Gebhard-Giesen, qui va descobrir del mineral. Les varietats riques en cadmi poden ser confoses amb edwarsita.

## Classificació
Segons la classificació de Nickel-Strunz, la christelita pertany a «07.D - Sulfats (selenats, etc.) amb anions addicionals, amb H₂O, amb cations de mida mitjana només; plans d'octaedres que comparteixen vores» juntament amb els següents minerals: langita, posnjakita, wroewolfeïta, spangolita, ktenasita, torreyita, campigliaïta, devil·lina, ortoserpierita, serpierita, niedermayrita, edwardsita, carrboydita, glaucocerinita, honessita, hidrohonessita, motukoreaita, mountkeithita, shigaïta, wermlandita, woodwardita, zincaluminita, hidrowoodwardita, zincowoodwardita, natroglaucocerinita, nikischerita, felsőbányaïta, lawsonbauerita, mooreïta, namuwita, bechererita, ramsbeckita, vonbezingita, redgillita, calcoalumita, nickelalumita, kyrgyzstanita, guarinoïta, schulenbergita, theresemagnanita, UM1992-30-SO:CCuHZn i montetrisaïta.

## Característiques
La christelita és un sulfat de fórmula química Zn₃Cu₂(SO₄)₂(OH)₆(H₂O)₄. Cristal·litza en el sistema triclínic. La seva duresa a l'escala de Mohs és 2 a 3.

## Formació i jaciments
Presumiblement es tracta d'un mineral secundari. Ha estat descrita a Xile, Grècia i Austràlia.